# Torre di Punta Telegrafo

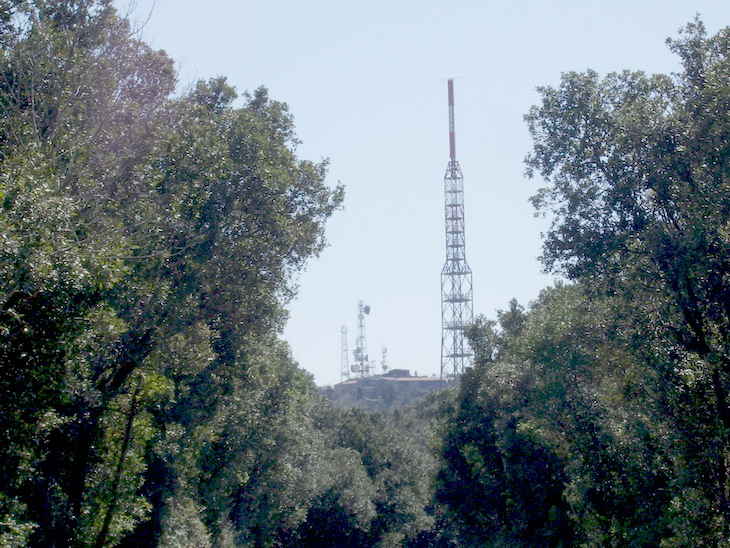
La vetta del monte Telegrafo dove sorgeva la torre

La torre di Punta Telegrafo, storicamente nota come Ancien Sémaphore Saint-André, era una torre situata nel comune di Monte Argentario. La sua ubicazione era alla sommità del promontorio dell'Argentario, sul monte Telegrafo, nel luogo in cui sorge l'edificio di presidio della stazione meteorologica di Monte Argentario.
La struttura architettonica venne costruita agli inizi dell'Ottocento dai Francesi, durante la dominazione napoleonica; l'originaria denominazione conferitagli era, appunto, Ancien Semaphore Saint André. La torre, infatti, venne costruita con funzioni di avvistamento e di segnalazione, per poter lanciare eventuali allarmi luminosi in caso di avvicinamento alla costa di navi della flotta britannica.
Terminata l'occupazione francese, la struttura continuò a svolgere a fasi alterne le sue funzioni originarie, divenendo poi di secondaria importanza dopo l'annessione al Regno d'Italia per la contemporanea realizzazione a valle dell'imponente Forte del Pozzarello, che era stato progettato come un'efficientissima postazione in caso di attacco nemico dal mare.
Dopo essere stata definitivamente dismessa, la torre andò incontro ad un rapido ed inesorabile degrado, tanto da versare in pessime condizioni già nella prima metà del Novecento. All'inizio degli anni sessanta fu decisa la sua demolizione per lasciare posto al presidio dell'Aeronautica Militare e alla stazione meteorologica di Monte Argentario, il cui funzionamento a pieno regime è iniziato nel 1961.
La perduta torre di Punta Telegrafo era costituita da un possente basamento in pietra a pianta quadrata, di altezza di poco superiore ai 2 metri, al centro del quale poggiava un'altra struttura turriforme rivestita in mattoni, sempre a base quadrata, alla cui sommità era installato il semaforo di segnalazione. Nell'insieme, la torre di avvistamento raggiungeva un'altezza totale di circa 5 metri, essendo situata proprio alla sommità del promontorio, in un punto dal quale la visibilità non presentava alcun tipo di ostacolo tale da impedire la corretta visualizzazione degli eventuali segnali luminosi emessi.